# ورزشگاه کواتموک
ورزشگاه کواتموک (اسپانیایی: Estadio Cuauhtémoc‎) یک ورزشگاه فوتبال در شهر پوئبلا، مکزیک است.
این ورزشگاه که در سال ۱۹۶۸ تأسیس شده دارای ۵۱٬۷۲۶ نفر ظرفیت و میزبان جام جهانی فوتبال ۱۹۷۰، جام جهانی فوتبال ۱۹۸۶ و بازی‌های المپیک تابستانی ۱۹۶۸ بوده است.